# Дардан Афинский
Дардан (др.-греч. Δάρδανος; 160 г. до н. э. — 85 г. до н. э.) — древнегреческий философ

-стоик.
Ученик Диогена Вавилонского и Антипатра из Тарса. Цицерон характеризует его как лидера стоической школы (лат. principes Stoicorum) совместно с Мнесархом. После смерти Панетия (109 г. до н. э.) афинская школа стоиков была раздроблена, и Дардан был одним из лидеров в стоицизме той эпохи. Больше ничего не известно о его жизни, и он предположительно умер к тому времени, когда Цицерон изучал философию в Афинах в 79 г. до н. э.